# With the Lights Out
With the Lights Out es una caja recopilatoria que contiene 3 CD y 1 DVD con material previamente inédito de la banda estadounidense de grunge Nirvana, lanzado en noviembre de 2004. El nombre fue tomado del estribillo del mayor éxito de la banda, «Smells Like Teen Spirit».

## Historia
Los rumores de una colección póstuma, o de una antología, empezaron a circular desde mediados de los 90, poco después de la muerte del cantante y guitarrista Kurt Cobain en abril de 1994. Fue finalmente anunciado que se lanzaría una caja recopilatoria de 45 canciones en septiembre de 2001, para marcar el décimo aniversario del álbum más exitoso de la banda, Nevermind, pero una batalla legal entre la viuda de Cobain, Courtney Love y los restantes miembros de la banda, Dave Grohl y Krist Novoselic, aplazó indefinidamente los planes.
La disputa - o buena parte de ella - se centró alrededor de "You Know You're Right", una canción grabada en enero de 1994, en la sesión final de estudio de la banda. Grohl y Novoselic lo querían para el box set, pero Love detuvo el lanzamiento de la canción y los demandó por el control del legado de Nirvana. El pleito se basaba aseguraba que "existían posturas opuestas sobre cómo administrar el legado de Kurt Cobain". Love creía que incluir "You Know You're Right" en una caja recopilatoria sería "un desperdicio" y quería lanzarlo en un recopilatorio de sencillos similar al 1 de los Beatles. En el 2002, hubo un acuerdo entre las dos partes, y "You Know You're Right" fue lanzado como sencillo y apareció en la compilación Nirvana. Esto abrió el camino a lo que se convertiría en With the Lights Out, que llegó dos años más tarde con más música de la que se había prometido originalmente.
With the Lights Out recibió buenos comentarios por parte de los críticos musicales, de los cuales muchos lo vieron como un valioso eslabón de la evolución musical de la banda, pero que también creyeron que contenía mucho material de "segunda mano" para lanzamiento oficial. Fue bien recibido por los fanáticos de la banda, marcando la primera vez que escuchaban grabaciones legendarias como la versión de la banda de "Ain't It a Shame" de Leadbelly, las versiones de estudio de "Verse Chorus Verse" y "Old Age", y una grabación de la última canción compuesta por Cobain, "Do Re Mi". También contenía varias sorpresas, como un demo en un ensayo de la banda de la hasta ese momento desconocida "Mrs. Butterworth", una versión solo por Cobain de "They Hung Him on a Cross" de Leadbelly y un demo acústico de "You Know You're Right."
With the Lights Out abrió en el número 19 en Billboard 200, imponiendo un récord para ventas de una caja recopilatoria durante una semana de 105.760 copias. La revista Rolling Stone lo consideró como "el box set más vendido de la historia".

## Lista de canciones
Todas las canciones escritas por Kurt Cobain salvo donde sea indicado
Batería en todas las canciones por Dave Grohl salvo en donde sea indicado o en canciones donde el único intérprete es Cobain

### CD 1
- Del primer concierto de Nirvana (marzo de 1987 en Raymond, Washington. Batería: Aaron Burckhard)

1. «Heartbreaker» (Bonham, Jones, Page, Plant; versión de Led Zeppelin) (2:59)
- De la primera sesión de radio de la banda (17 de abril de 1987 en KAOS-FM, Olympia, Washington. Batería: Aaron Burckhard)

2. «Anorexorcist» (2:44)
3. «White Lace and Strange» (Bond; versión de Thunder and Roses) (2:09)
4. «Vendetagainst» (Listado como «Help Me I'm Hungry» (2:41)
- De un demo proveniente de una práctica de banda (verano de 1987 en Washington. Listado erróneamente de ser proveniente de un ensayo en la casa de Dale Crover, en enero de 1988. Batería: Aaron Burckhard)

5. «Mrs. Butterworth» (4:05)
- De la primera sesión de estudio de la banda (23 de enero de 1988 en los estudios Reciprocal Recording en Seattle. Productor: Jack Endino. Batería: Dale Crover)

6. «If You Must» (4:01)
7. «Pen Cap Chew» (3:02)
- De una presentación en vivo (23 de enero de 1988 en Community World Theatre, Tacoma, Washington. Batería: Dale Crover)

8. «Downer» (1:43)
9. «Floyd the Barber» (2:33)
10. «Erectum» titulado como «Raunchola» / «Moby Dick» («Moby Dick» - Bonham, Jones, Page; versión de Led Zeppelin) (6:24)
- Grabaciones de 4 pistas de Cobain (entre 1987 o 1988 en Aberdeen, Washington)

11. «Beans» (1:32)
12. «Don't Want It All» (2:26)
13. «Clean Up Before She Comes» (3:12)
14. «Polly» (2:30)
15. «About a Girl» (2:44)
- De la sesión de grabación del sencillo de «Love Buzz» y de Bleach (junio a septiembre de 1988 en los estudios Reciprocal Recording en Seattle. Productor: Jack Endino. Batería: Chad Channing)

16. «Blandest» (3:56)
- De la primera sesión de la banda para la grabación de un demo de 24 pistas (primavera de 1989 en el estudio de la universidad Estatal Evergreen en Olympia, Washington. Productor: Greg Babior. 2.ª guitarra: Jason Everman. Batería: Chad Channing)

17. «Dive» (4:50)
- De una sesión de estudio para "the Jury", una banda de covers de Leadbelly con los miembros de Nirvana y Screaming Trees (agosto 20 y 28 en los estudios Reciprocal Recording en Seattle. Productor: Jack Endino. Batería en 19 y 20: Mark Pickerel)

18. «They Hung Him on a Cross» (Leadbeally) (1:57)
19. «Grey Goose» (Leadbelly) (4:36)
20. «Ain't It a Shame» (Leadbelly) (2:01)
- De la sesión de grabación del EP Blew (septiembre de 1989 en los estudios Music Source en Seattle. Productor: Steve Fisk. Batería: Chad Channing)

21. «Token Eastern Song» (3:21)
22. «Even in His Youth» (3:12)
23. «Polly» (2:36)

### CD 2
- De la presentación de Cobain en un programa radial de una estación universitaria de radio (25 de septiembre de 1990 en KAOS-FM, Olympia, Washington)

1. "Opinion" (1:34)
2. "Lithium" (1:49)
3. "Been a Son" (1:12)
- Demos caseros de Cobain (verano de 1990 en Olympia, Washington)

4. "Sliver" (2:09)
5. "Where Did You Sleep Last Night" (Leadbelly) (2:31)
- De la sesión de grabación para los demos de Nevermind y de la versión de "Polly" incluida en ese álbum (de abril 2 al 6 de 1990 en los estudios Smart, Madison, Wisconsin. Productor: Butch Vig. Batería y Cimbales: Chad Channing)

6. "Pay To Play" (primera versión de "Stay Away") (3:29)
7. "Here She Comes Now" (Cale, Morrison, Reed, Tucker; versión de The Velvet Underground) (5:01)
- De un demo de 4 pistas (abril de 1991 en San Francisco, California. Batería: Dale Crover. Bajo: Dave Grohl)

8. "Drain You" (2:38)
- De la sesión de estudio de grabación del sencillo de "Smells Like Teen Spirit" y algunos demos instrumentales o "backing vocals" (Listado erróneamente de ser de 1990. 1 de enero de 1991 en el estudio Music Source, Seattle. Productor: Craig Montgomery)

9. "Aneurysm" (4:47) (Cobain/Grohl/Novoselic)
- De un demo de un ensayo de la banda (marzo de 1991 en Tacoma, Washington)

10. "Smells Like Teen Spirit" (Cobain/Grohl/Novoselic) (5:40)
- De la sesiones de grabación de Nevermind (mayo a junio de 1991 en los estudios Sound City, Van Nuys, California. Productor: Butch Vig)

11. "Breed" (mezcla de Butch Vig) (3:07)
12. "Verse Chorus Verse" (3:17)
13. "Old Age" (4:20)
- De la tercera sesión de radio en la BBC con John Peel (3 de septiembre de 1991 en los estudios Maida Vale, Londres, Inglaterra)

14. "Endless, Nameless" (8:47)
15. "Dumb" (2:35)
- De la segunda sesión con Peel (21 de octubre de 1990 en los estudios Maida Vale, Londres, Inglaterra)

16. "D-7" (Sage; versión de Wipers) (3:46)
- De la grabación del B-Side para Lithium, la grabación para el Split con "The Jesus Lizard" y la compilación para el álbum tributo de The Wipers (7 de abril de 1992 en los estudios Laundry Room, Seattle. Productor: Barrett Jones)

17. "Oh, the Guilt" (3:25)
18. "Curmudgeon" (3:03)
19. "Return of the Rat" (Sage; versión de Wipers) (3:09)
- De la sesión de estudio de Nevermind (mayo a junio de 1991 en los estudios Sound City, Van Nuys, California. Productor: Butch Vig)

20. "Smells Like Teen Spirit" (mezcla de Butch Vig) (4:59)

### CD 3
- Demo casero de Cobain (mayo de 1991 in Oakwood, California)

1. "Rape Me" (3:23)
- De una de las sesiones de grabación de demos de In Utero (25 de octubre de 1992 en los estudios Word of Mouth, Seattle. Productor: Jack Endino).

2. "Rape Me" (3:01)
- De un demo de una práctica de la banda (invierno de 1992 en Seattle)

3. "Scentless Apprentice" (Cobain/Grohl/Novoselic) (9:32)
- De la sesión final de grabación de demos de In Utero (del 19 al 21 de enero de 1993 en los estudios Ariola Ltda. BMG, Río de Janeiro, Brasil. Productor: Craig Montgomery)

4. "Heart-Shaped Box" (5:31)
5. "I Hate Myself and Want to Die" (4:03)
6. "Milk It" (4:34)
7. "Moist Vagina" (que aparece bajo el nombre de censura "MV") (1:56)
8. "Gallons of Rubbing Alcohol Flow through the Strip" (Cobain/Grohl/Novoselic) (7:33)
9. "The Other Improv" (6:24)
- De demos caseros de Cobain (entre 1992 y 1993 en Seattle)

10. "Serve The Servants" (1:36)
11. "Very Ape" (1:52)
12. "Pennyroyal Tea" (3:30)
- De las sesiones de grabación de In Utero (del 12 al 26 de febrero de 1993 en los estudios Pachyderm, Cannon Falls, Minnesota. Productor: Steve Albini. Voz en Marigold: Dave Grohl).

13. "Marigold" (Grohl) (2:34)
14. "Sappy" (3:26)
- De un demo grabado en una práctica de banda (5 de febrero de 1994 en Pavilhao Dramático, Cascais, Portugal. Acordeón: Krist Novoselic. 2.ª guitarra: Pat Smear. Violonchelo: Melora Creager)

15. "Jesus Doesn't Want Me For A Sunbeam" (Kelly/McKee; versión de The Vaselines) (3:57)
- De un demo casero de Cobain (1994 en Seattle)

16. "Do Re Mi" (4:24)
- De un demo casero de Cobain (1993 o 1994 en Seattle)

17. "You Know You're Right" (2:30)
- De un demo casero de Cobain (1992 en Seattle)

18. "All Apologies" (3:33)

### DVD
- De un ensayo en la casa de la madre de Krist Novoselic (Aberdeen, Washington, diciembre de 1988. Batería: Chad Channing)

1. "Love Buzz" (versión de Shocking Blue) (2:32)
2. "Scoff" (0:47)
3. "About a Girl" (3:05)
4. "Big Long Now" (4:22)
5. "Immigrant Song" (versión de Led Zeppelin) (1:57)
6. "Spank Thru" (3:03)
7. "Hairspray Queen" (3:37)
8. "School" (2:53)
9. "Mr. Moustache" (3:47)
- De una presentación en Rhino Records, Los Ángeles, California (23 de junio de 1989. Segunda Guitarra: Jason Everman. Batería: Chad Channing)

10. "Big Cheese" (3:13)
- De una presentación en Bogarts, Long Beach, California (16 de febrero de 1990. Batería: Chad Channing)

11. "Sappy" (4:27) [listada erróneamente como la canción número 12]
- De la sesión de grabación para los demos de Nevermind y de la versión de "Polly" incluida en este álbum (de abril 2 al 6 de 1990 en los estudios Smart, Madison, Wisconsin. Productor: Butch Vig. Batería y Cimbales: Chad Channing) Video grabado en Nueva York en 1990.

12. "In Bloom" (Primera versión de la canción y del video, mientras la banda estaba en Sub Pop) (4:28) [listada erróneamente como la canción número 11]
- De la presentación en Motor Sports International Garage, Seattle (22 de septiembre de 1990. Batería: Dan Peters)

13. "School" (2:33)
- De la primera presentación de Dave Grohl con la banda (11 de octubre de 1990, North Shore Surf Club, Seattle)

14. "Love Buzz" (versión de Shocking Blue) (3:40)
- De la presentación de la banda en el OK Hotel, Seattle (17 de abril de 1991)

15. "Pennyroyal Tea" (Primera vez que esta canción es tocada en vivo) (1:55)
16. "Smells Like Teen Spirit" (Primera vez que esta canción es tocada en vivo) (Cobain/Grohl/Novoselic) (6:16)
17. "Territorial Pissings" (2:45)
- De la presentación de la banda en el Paramount Theater, Seattle (Halloween de 1991)

18. "Jesus Doesn't Want Me For A Sunbeam" (versión de The Vaselines) (3:32)
- De la presentación de la banda como acto de apertura sorpresa del concierto de Mudhoney en The Crocodrile Cafe, Seattle (4 de octubre de 1992)

19. "Talk to Me" (3:35)
- De la sesión final de grabación de demos de In Utero (del 19 al 21 de enero de 1993 en los estudios Ariola Ltda. BMG, Río de Janeiro, Brasil. Productor: Craig Montgomery. Batería: Kurt Cobain. Guitarra: Krist Novoselic. Bajo: Dave Grohl)

20. "Seasons In The Sun" (versión de Terry Jacks) (3:22)

#### Material extra del DVD
- Audio de instrumentales de las sesiones de octubre 26 del 92 y enero del 93, y de la práctica de diciembre de 1988 (en los menús)
- Audio de demo de "Lounge Act" de la sesiones de Nevermind (en uno de los menús) (2:34)
- Audio de un demo de "All Apologies" (el mismo usado como la última canción del CD 3, pero a mayor velocidad y con diferente afinación, en uno de los menús) (3:16)
- Audio y video de escenas de la banda durante el tour para la promoción de Bleach (entre "Big Cheese" y "Sappy") (3:20)
- Audio y video de Cobain tocando batería (de una de las sesiones con John Peel en 1990) (en los créditos) (0:10)
- Escenas de la grabación de los vídeos de "Smells Like Teen Spirit" y "Come As You Are" (en los menús, sólo vídeo)
- Escenas de un vídeo casero de Cobain (en uno de los menús)
- Dave Grohl lanzando un cimbal en las afueras de los estudios Pachyderm, durante las sesiones de grabación de In Utero (disponible al oprimir en una de las pantallas de créditos el nombre "Shayne Stacy") (0:28)

## Posiciones en listas
| Año  | Lista                                      | Posición |
| ---- | ------------------------------------------ | -------- |
| 2004 | Top de Álbumes en Canadá                   | N.º 10   |
| 2004 | Lista oficial de álbumes en Japón          | N.º 16   |
| 2004 | Top de Álbumes en Internet                 | N.º 19   |
| 2004 | Billboard 200                              | N.º 19   |
| 2004 | Lista oficial de álbumes en Francia        | N.º 20   |
| 2004 | Lista oficial de álbumes en Italia         | N.º 21   |
| 2004 | Lista oficial de álbumes en Irlanda        | N.º 23   |
| 2004 | Lista oficial de álbumes en Suiza          | N.º 28   |
| 2004 | Lista oficial de álbumes en Bélgica        | N.º 29   |
| 2004 | Lista oficial de álbumes en Noruega        | N.º 31   |
| 2004 | Lista oficial de álbumes en Austria        | N.º 34   |
| 2004 | Lista oficial de álbumes en España         | N.º 39   |
| 2004 | Lista oficial de álbumes en Alemania       | N.º 48   |
| 2004 | Lista oficial de álbumes en el Reino Unido | N.º 56   |

## Certificaciones
Estados Unidos:  1 000 000
 Reino Unido:  60 000